# アメリカ陸軍情報部
アメリカ陸軍情報部（アメリカりくぐんじょうほうぶ、英語: Military Intelligence Service、MIS）は、第二次世界大戦期にアメリカ陸軍が有した部局である。
戦略的情報および戦術的情報の収集および分析を目的とした。第二次世界大戦中のアメリカ陸軍には、MISの他に信号保安局（Signal Security Agency, SSA）、防諜隊（Counter Intelligence Corps, CIC）といった諜報機関が設置されており、これら3組織の隊員は世界中で活動していた。
太平洋戦線には日系2世の将兵で編成された語学要員部隊が派遣され、翻訳や情報収集、文書の分析、投降の呼びかけ、捕虜の尋問といった任務に従事し、戦後の対日占領任務にも参加した。また、リッチー・ボーイズとして知られるドイツ・オーストリア系隊員による語学要員部隊も存在した。

## 概要
アメリカ陸軍情報部（MIS）に先立つ情報機関としては、第一次世界大戦中に設置された軍事情報課（Military Intelligence Division, MID）があった。MISを始めとする3組織はいずれもMIDおよび参謀第2部（Army G2）の指揮下にあった。
MISが設置されたのは1942年3月のことである。第二次世界大戦のほとんどの期間を通じて、ヘイズ・A・クローナー准将（Hayes A. Kroner）が部長を務めた。MISの任務は戦略的情報および戦術的情報を収集・分析し、これの周知に努めることであり、前線に派遣されたMIS隊員は捕虜尋問官や情報分析官といった職を務めた。バージニア州フォート・ハント内には、MIS管理下のドイツ人高官尋問施設があった。カリフォルニア州のトレイシー収容所（Camp Tracy）も類似の役割を持った施設で、日本人はこちらに送られた。MISによって収集された情報は、ロンドンおよびワシントンD.C.にある軍事情報研究部（Military Intelligence Research Section）のオフィスへ持ち込まれて分析を受けた。
情報紀要（Intelligence Bulletin）は、MISが収集・分析した情報を元に作成された冊子である。枢軸軍の戦術や兵器に関する最新の情報を伝えるべく、前線の将兵に配布されていた。

### 日系人部隊
真珠湾攻撃の1ヶ月前にあたる1941年11月、サンフランシスコ・プレシディオのクリッシー陸軍飛行場内にて第4軍情報学校（Fourth Army Intelligence School）が設置され、まもなくMIS語学学校（MIS language school, MISLS）と改称された。MISLSの校長は日系将校ジョン・F・アイソで、その他に日系人インストラクターであるアーサー・マサジ・カネコ、木原重彌、押田章、今川哲夫の4名と、60名の生徒（うち58名は日系人、2名は日本居住経験のある白人）が所属した。1942年5月には最初のMISLS卒業生がアリューシャン列島や南太平洋の戦地に派遣されている。同年5月25日、軍事地域から全ての日系人を排除する旨の命令により、MISLSはミネソタ州キャンプ・サベージへ移動し、1944年8月には同州のフォート・スネリングへの移転に伴いその規模が拡大された。MISLSは終戦までに約6,000人の卒業生を送り出し、そのうち85％が日系人だった。MISに所属した日系将兵の多くは帰米2世（日系2世のうち、日本で教育を受けた後にアメリカへ移った者）であった。
MISLSの授業では、日本語の読み書き・会話・翻訳・通訳・草書の読み方や捕虜尋問、『作戦要務令』や『応用戦術』を使っての軍隊用語、日本の地理・歴史・文化といった、前線の日本兵から入手した手紙・日記・地図等の押収文書の翻訳や、日本兵捕虜の尋問の為に必要な基礎知識となる広範囲な科目を、6か月という短期間で集中して教え込まれた。日本語と英語のどちらかが不十分な生徒は、その訓練期間を9か月～1年に延長された。1週間の授業時間も、平日は9時間、土曜も4時間という極めてハードなスケジュールが組まれていただけではなく、膨大な量の宿題も出され、消灯時間を過ぎても明かりを求めて、トイレで勉強する学生も少なくなかったという。
オーストラリアのブリスベーン郊外にある連合国軍翻訳通訳部に配属されたMIS隊員は、海軍乙事件の際には、現地の抗日ゲリラが福留繁から奪い取った新Z号作戦計画書の解読並びに翻訳に尽力した。
ホーイチ・“ボブ”・クボ4等技術兵は、第27歩兵師団へ配属された事に伴い、サイパン島に派遣された。7月9日に同島における戦闘が終わった後も、8名の日本兵が122名の民間人を人質に、洞窟に立て込もっていた。その事を知ったクボは、7月26日午前10時に、武器は拳銃1丁だけを持ち、1人で洞窟へ向かった。持参したKレーションを日本兵達に分け与えたうえで、クボは彼らに対し、戦後日本の復興に尽くすべく、投降したうえで、生きて帰国する事を、日本語で根気強く説得し続けた。日本兵は、2時間に亘る説得にも応じようとしなかったうえ、自分達と同じ容貌と言葉を用いるクボに、アメリカの為に戦う理由を質した。それに対しクボは、平重盛の「忠ならんと欲すれば孝ならず、孝ならんと欲すれば忠ならず」という言葉を引用し、大切な2つの祖国に板挟みとなり、葛藤に苛まれている自身の立場と心情を訴えた。それを聞いた日本兵達は、クボに非礼を詫びたうえで、洞窟から去るよう要求した。クボは、同日午後2時がタイムリミットであり、それまでに投降しなければ、ダイナマイトで洞窟を爆破する旨を伝えた。その後、クボが説得にあたった日本兵達は、伝えられた時間の直前に、崖の頂上に現れ、人質となっていた者達も、それに続いた。この功績によりクボは、同年10月18日に、同部隊では初となる殊勲十字章を授与された。
他にも、大戦末期の沖縄戦では少なくとも日系人通訳兵（非MIS隊員）が170人、語学兵（MIS隊員）が152人派遣されていたことが判明している。沖縄戦では、防衛プランや軍隊の位置を示した文書、砲兵隊の位置を示した地図などの日本語文書を翻訳したことや、沖縄方言で投降を呼びかけたりしたことによって、沖縄戦の短縮に貢献し、MISが派遣されていなければ更に犠牲者が増えていたと言われている。一方、軍政府内の住民用尋問室では、日系人通訳による暴力的な尋問が行われることがあった。また、沖縄戦と進駐軍MIS隊員のなかには、「米軍が今もっとも必要とする人間」として認められた現実に満足して、日本人を見下す者もいた。当時の日本政府機関や民間の団体が、何らかの許可申請や陳情を行うのには、まずこの窓口にいる日系2世の担当官に媚を売る必要があった。
任務の性質からMISの存在は戦中戦後を通して長らく極秘扱いとされ、元隊員らも日本側から「裏切り者」と非難されることを恐れて経歴を明かそうとしない者が多かった。MISの存在がアメリカ国内で公に知られるようになったのは、1972年にニクソン大統領（当時）が第二次世界大戦期の軍事情報の機密扱いを解除する大統領命令11652号を発令してからのことだった。1980年5月9日には、MISLSの後身にあたるカリフォルニア州モントレーにあるアメリカ国防総省外国語学校（DLI）の3つの建物に、第二次世界大戦で戦死した日系人兵士であるフランク・ハチヤ（蜂谷忠一）、水足“テリー”行隆、ジョージ・ナカムラ（中村一郎）らの名前が冠せられた。
戦後55年経った2000年4月、部隊に対して授与されるものとしては最高級の栄典となる大統領殊勲部隊章がMISに贈られた。2010年10月、アメリカ合衆国議会（第111議会）にて日系人部隊（MIS、442連隊、100大隊）への議会名誉黄金勲章授与に関する法案が承認された。授与式典は2011年11月に催された。

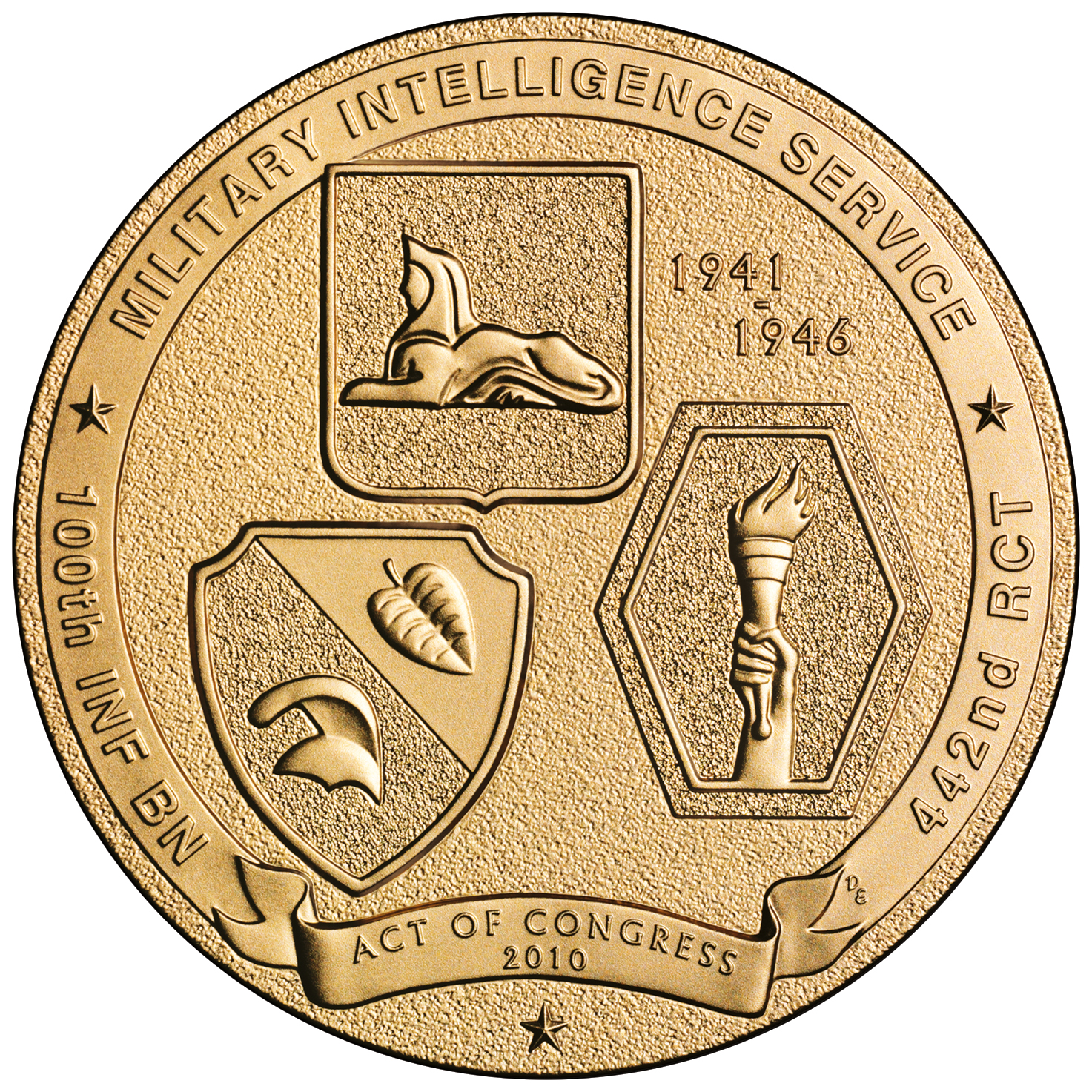
第二次世界大戦における日系2世将兵に贈られた議会名誉黄金勲章（裏）

## 著名な隊員

### アメリカ軍情報部殿堂（英語版）入りした人物
- ジョン・F・アイソ（相磯藤雄） - MISLS校長
- シドニー・マシュビル（英語版） - 陸軍殊勲章（英語版）受章者
- リチャード・サカキダ（英語版）（榊田元宗） - 同上
- 田上寛 - ダグラス・マッカーサーの個人通訳
- ハリー・K・フクハラ（福原克治） - 旭日章受章者
- ロイ・マツモト（英語版）（松本博）
- ハリー・アクネ（阿久根正実）
- ディック・ハマダ（濱田茂美）
- 岩井次郎
- アーサー・コモリ（英語版）（小森敏）
- ジョン・マスダ（升田久）

### その他の人物
- 久保保一 - 殊勲十字章受章者
- 山根一雄 - レジオン・オブ・メリット受章者
- ジョージ・コーシ（合志正道） - 旭日章受章者
- レイモンド・アカ（阿嘉良弘） - 同上
- トーマス・サカモト（坂本時雄）
- ジョージ・アリヨシ（有吉良一）
- 比嘉武二郎
- デイヴィッド・イタミ（伊丹明）
- カール・ヨネダ（米田剛三）
- ワッツ・ミサカ（三阪亙）
- ジェームス・小田
- ジョージ・アラタニ（英語版）（荒谷哲夫）
- 有吉幸治（英語版）
- 村尾重芳（英語版）
- ビル・ナイトー（英語版）（内藤住夫）
- ジョン・オカダ（岡田幸三）
- テッド・ツキヤマ（英語版）（築山達哉）
- 蔦川譲二（英語版）
- ジョージ・ユザワ（英語版）（湯沢克己）
- 丸本正二（英語版）
- ロバート・フクダ（英語版）（福田清）
- ベル・シマダ（英語版）
- 進藤武（英語版）
- 坪田輝人（英語版）
- 河野秀人（日本語が流暢であった為、第442連隊戦闘団から転属）
- 旨森貞夫（後に442連隊へ転属）